# Certi giorni
Certi giorni è un singolo del rapper italiano Ernia, pubblicato Il 27 marzo 2019 come unico estratto dalla riedizione del secondo album in studio 68.
Il brano è stato realizzato con la partecipazione vocale del rapper Nitro.

## Video musicale
Il videoclip, diretto da AcquaSintetica, è stato pubblicato il 27 maggio 2019 attraverso il canale YouTube del rapper.

## Tracce
1. Certi giorni (feat. Nitro) – 4:02

## Classifiche
| Classifica (2019) | Posizione massima |
| ----------------- | ----------------- |
| Italia            | 42                |